# Maja Synnergren
Ester Maria (Maja) Synnergren, född 30 september 1891 i Sundsvall, död 8 februari 1950 i Stockholm, var en svensk teckningslärare, målare och tecknare.
Hon var dotter till sysslomannen Rudolf Ekholm och Augusta Jernberg och från 1917 gift med disponenten Bertil Synnergren (död 1946). Hon studerade vid Högre konstindustriella skolan i Stockholm 1910–1913. Hon gjorde sig känd som en sagoillustratör och barnporträttör. Hon utgav 1928 text och bilderboken Herrskapstroll  som i sin uppläggning ansluter till Elsa Beskows barnböcker. Bland de många sagoböcker hon illustrerade märks Brita Ellströms Lasse tänker flyga jämte andra små sagor, Eugenie Beskows Sjuttisjuornas förbund, Maja Jäderin-Hagfors En bok om en pojke, en hund och en aktersnurra  och Folkskolans barntidnings jubileumssagor. Hon ritade även julkort samt medarbetade i julpublikationer och andra tidskrifter som illustratör. Makarna Synnergren är gravsatta på Skogskyrkogården i Stockholm.